# Municipio Bruzual (Yaracuy)
Bruzual es uno de los 14 municipios que conforman estado Yaracuy al norte del país sudamericano de Venezuela. También denominado tierra de mitos y leyendas por parte de la población venezolana.

## Historia
El nombre de la entidad se debe al héroe de la época de la Guerra de Independencia de Venezuela, Manuel Ezequiel Bruzual. En 1680 era un sitio poblado por aborígenes Caquetíos, quienes en conjunto con otros aborígenes traídos desde la vecina Cuara en la Jurisdicción de Campo Elías, fueron los pobladores originarios de esta ciudad, nacida el 11 de febrero de 1695, gracias a los esfuerzos del corregidor José Ramírez Arellano por mandato del Capitán General de Venezuela para ese entonces, el español Francisco Berroterán.

## Geografía
La jurisdicción se encuentra ubicada al centro-oeste del estado y su capital es Chivacoa. Está dividido en dos parroquias, Chivacoa y Campo Elías. Para el año 2015 se estimó una población de 84 305 habitantes con base al censo realizado en el año 2011.
El principal sistema de riego agrícola se encuentra en este municipio ya que por él corre el Río Yaracuy donde se encuentra la Represa de Cumaripa, también es un productor agrícola destacando los cultivos de caña de azúcar y maíz aunque también se produce en menor escala batatas, lechosas, naranja y ñames.

### Organización parroquial
| Parroquia         | Superficie | Población   | Densidad |
| ----------------- | ---------- | ----------- | -------- |
| Chivacoa          | km²        | 70.580 hab. | hab./km² |
| Campo Elías       | km²        | 22.528 hab. | hab./km² |
| Municipio Bruzual | km²        | 93.108 hab. | hab./km² |

## Turismo
Entre sus principales atractivos turísticos se encuentra el Monumento Natural Cerro de María Lionza en el Macizo Montañoso de Nirgua, el cual forma parte de la cordillera Montañosa del área central y el parque de turismo de aventura ubicado en la zona alta de la parroquia Campo Elías, además la Represa de Cumaripa es utilizada para el canotaje, bote de remo y veleros pequeños.

## Política y gobierno

### Alcaldes
| Período                            | Alcalde                | Partido político / Alianza | % de votos | Notas |
| ---------------------------------- | ---------------------- | -------------------------- | ---------- | --- |
| 1989 - 1992                        | Pierercole Zecchetti   | Copei                      | 37,57      | Primer alcalde bajo elecciones directas |
| 1992 - 1995                        | Pierercole Zecchetti   | Copei                      | 39,04      | Reelecto |
| 1995 - 2000                        | Rafael Velázquez       | Copei                      | -          | Segundo alcalde bajo elecciones directas. (se realizaron elecciones generales adelantadas en el 2000 debido a la aprobación de la Constitución de 1999) |
| 2000 - 2004                        | Biagio Pilieri         | Convergencia               | 42,17      | Tercer alcalde bajo elecciones directas (se realizaron elecciones generales adelantadas en el 2000 debido a la aprobación de la Constitución de 1999)   |
| 2004 - 2008                        | Adelmo León            | MVR                        | 49,67      | Cuarto alcalde bajo elecciones directas |
| 2008 - 2013                        | Henry González         | PSUV                       | 54,52      | Quinto alcalde bajo elecciones directas (se postergan 1 año las elecciones municipales pautadas para finales del 2012)                                  |
| 2013 - 2017                        | Henry González         | PSUV                       | 47,22      | Reelecto |
| 2017 - 2021                        | Carmen Victoria Suárez | PSUV                       | 67,85      | Quinto alcalde bajo elecciones directas |
| 2021 - 2025                        | Carlos González        | PSUV                       | 43,04      | Sexto alcalde bajo elecciones directas |
| Fuente: Consejo Nacional Electoral |                        |                            |            | |

### Concejo Municipal
| Concejales      | Partido político / Alianza |
| --------------- | -------------------------- |
| Rafael Sánchez  | PSUV                       |
| Nyssa Carrillo  | PSUV                       |
| Ana Escala      | PSUV                       |
| Yosmar Mendoza  | PSUV                       |
| José Silva      | PSUV                       |
| Lenin Pérez     | MAS                        |
| Henry Gutiérrez | MUD                        |